# Nikon Coolpix 950

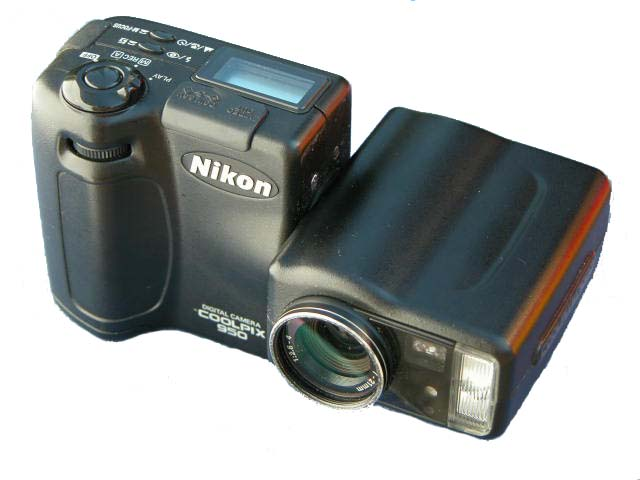
Coolpix 950

De Nikon Coolpix 950 is een digitale camera van Nikon uit 1999. De lensbehuizing kan roteren ten opzichte van het lcd-scherm.
De Coolpix 950 heeft een maximale resolutie 1600 bij 1200 (2,1 megapixel) en drie maal optische zoom.
Sensor afmeting: 1/2"
Opslag: CF card
Voeding 4x AA batterij of accu